# Michel Murat
Pour les articles homonymes, voir Murat.
Michel Murat, né en 1950, est un critique littéraire français.
Professeur de littérature française à l'Université Paris IV Sorbonne, il est ancien directeur du département Littérature et Langage (LILA) à l'École normale supérieure.

## Biographie
Michel Murat est reçu à l'École normale supérieure en 1969. Trois ans plus tard, il est agrégé de lettres classiques. Docteur d'État en littérature française en 1981, il est l'auteur de la première thèse d'État sur Le Rivage des Syrtes de Julien Gracq. Assistant de linguistique française à l'Université Strasbourg-II de 1977 à 1987, il est promu professeur de littérature française à l'Université du Maine (1987-1993). Professeur à l'Université Paris-IV Sorbonne depuis 1993, il devient directeur du département LILA de l'ENS de 2006 à 2009, avant qu'Isabelle Pantin lui succède à ce poste.

## Domaines de recherche
Michel Murat fait autorité dans le domaine des formes poétiques et des avant-gardes littéraires. Sa réflexion sur les formes poétiques se traduit par un itinéraire qui relie de grands massifs littéraires à présent classiques cristallisant chacun un moment de la poésie française: Rimbaud dans sa pratique complexe du vers, l'investissement d'une nouvelle forme de vers qui conquiert l'espace visuel de la page chez Mallarmé, les postulats théoriques et les aboutissements pratiques du vers libre à la fin du XIXe siècle (notamment Jules Laforgue et Gustave Kahn). Les avant-gardes issues du modernisme du début du XXe siècle occupent en outre son attention: le surréalisme et ses membres constituent un grand chantier qui s'était ouvert avec son ouvrage consacré à Robert Desnos. Il s'emploie aussi  à rassembler l'ensemble de ses réflexions sur le romanesque, notamment dispensées dans le séminaire "Le Romanesque des lettres" à la Sorbonne de 2014 à 2016,,.

## Distinctions
Michel Murat a reçu le prix Henri Mondor 2006 de l’Académie française pour son livre Le "Coup de dés" de Mallarmé. Un recommencement de la poésie.

### Ouvrages
- Le Rivage des Syrtes, 2 vol. (1. Le Roman des noms propres, 2. Poétique de l'analogie), Paris, José Corti, 1983
- Robert Desnos, les grands jours du poète, Paris, José Corti, 1988
- Julien Gracq, Paris, P. Belfond, coll. "Les Dossiers Belfond", 1992
- L'art de Rimbaud, Paris, José Corti, 2002 ; nouv. éd. augm. 2013
- L'enchanteur réticent, essai sur Julien Gracq, Paris, José Corti, 2004
- Le "Coup de Dés" de Mallarmé. Un recommencement de la poésie, Paris, Belin, coll. "L'extrême contemporain", 2005
- Le vers libre, Paris, Champion, coll. "Littérature de notre siècle", 2008
- La Langue des dieux modernes, Paris, Classiques Garnier, coll. "Etudes de littérature des XXe et XXIe siècles", 2012
- Le Surréalisme, Paris, Le Livre de Poche, coll. "Références Inédit", 2013
- Introduction au Lis de mer d'André Pieyre de Mandiargues, Paris, PUF, coll. "Sources", 2013
- Le Romanesque des lettres, Corti, 2018

### Direction d'ouvrages
- Une pelle au vent dans les sables du rêve. Les écritures automatiques, en collaboration avec Marie-Paule Berranger, Lyon, Presses universitaires de Lyon, 1992
- Guillaume Apollinaire, Paris, Klincksieck, coll. "Littératures contemporaines", 1996
- André Breton, en collaboration avec Marie-Claire Dumas, Paris, Editions de l'Herne, 1998
- L'allusion dans la littérature, Paris, PUPS, coll. "Colloques de la Sorbonne", 2000
- La parole polémique, en collaboration avec Gilles Declercq et Jacqueline Dangel, Paris, Honoré Champion, coll. "Colloques, congrès et conférences sur l'époque moderne et contemporaine", 2003
- L'année 1945, en collaboration avec Etienne-Alain Hubert, Paris, Honoré Champion, coll. "Colloques, congrès et conférences sur l'époque moderne et contemporaine", 2004
- Le romanesque, en collaboration avec Gilles Declercq, Paris, Presses Sorbonne Nouvelle, 2004
- Poétique de la rime, en collaboration avec Jacqueline Dangel, Paris, Honoré Champion, coll. "Métrique française et comparée", 2005
- Gracq dans son siècle, Paris, Editions Classiques Garnier, coll. "Rencontres. Série littérature des XXe et XXXIe siècles", 2012
- Alain, littérature et philosophie mêlées, en collaboration avec Frédéric Worms, Paris, Editions Rue d'Ulm, coll. "Figures normaliennes", 2012

### Articles et chapitres d’ouvrages (sélection)
- « Rimbaud et le vers libre. Remarques sur l'invention d'une forme », Revue d'histoire littéraire de la France, vol. 100, no 2,‎ 2000, p. 255-276 (lire en ligne)
- « Pratiquer la poésie/enseigner la littérature », Études françaises, vol. 41, no 3,‎ 2005, p. 9-19 (lire en ligne)
- « L'oubli de Laforgue », Romantisme, vol. 140, no 2,‎ 2008, p. 111-123 (lire en ligne)
- « Le legs de Gracq », Critique, vol. 894, no 11,‎ 2021, p. 928-935 (lire en ligne)
- « À rebours de l’élitisme », dans Olivier Bessard-Banquy, Splendeurs et misères de la littérature. Ou la démocratisation des lettres, de Balzac à Houellebecq, Paris, Armand Colin, coll. « Hors collection » (lire en ligne), p. 271-293